# Eunidia mucorea
Eunidia mucorea là một loài bọ cánh cứng trong họ Cerambycidae.